# Sennói (Krasnodar)

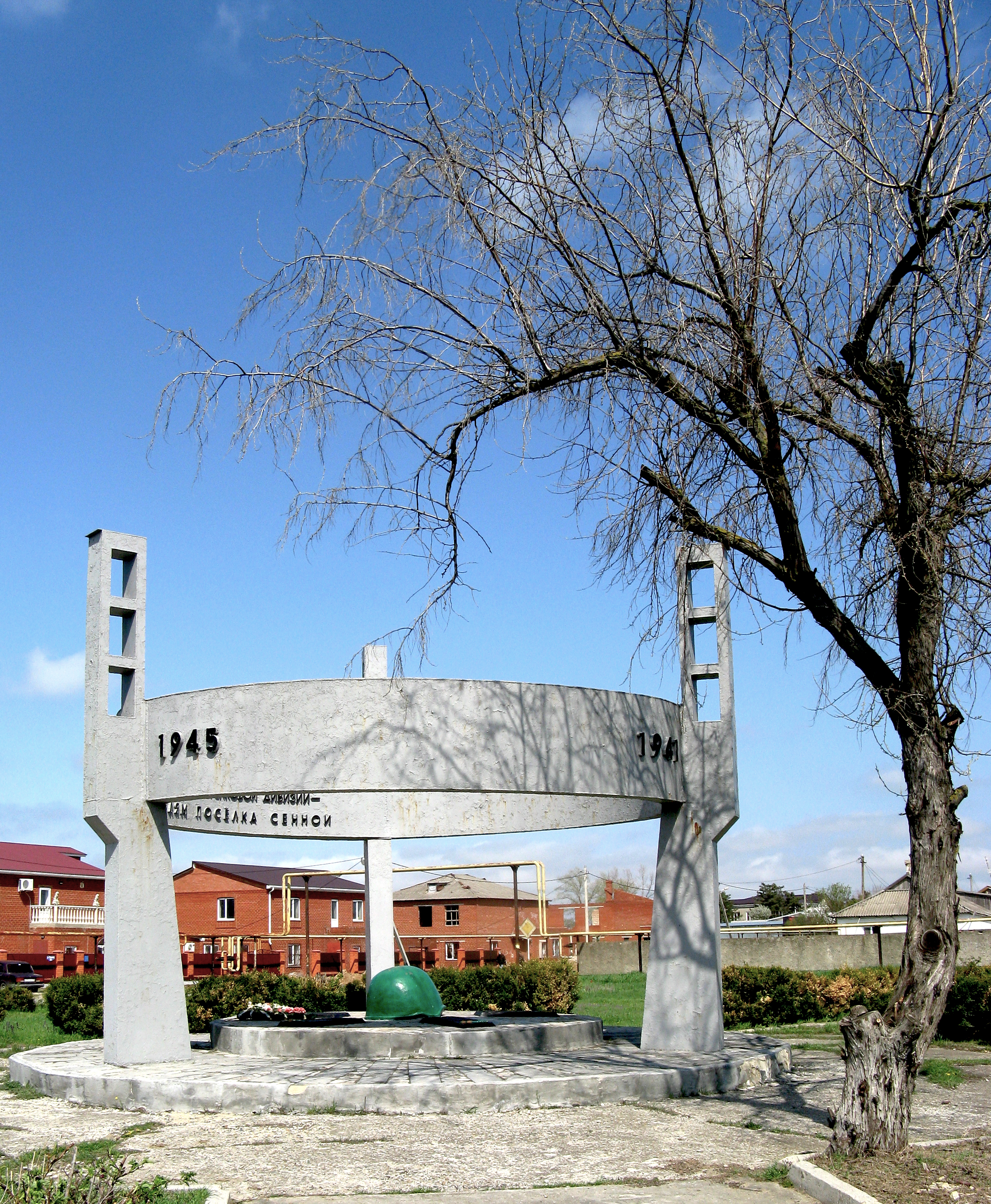
Monumento a la Gran Guerra Patria.

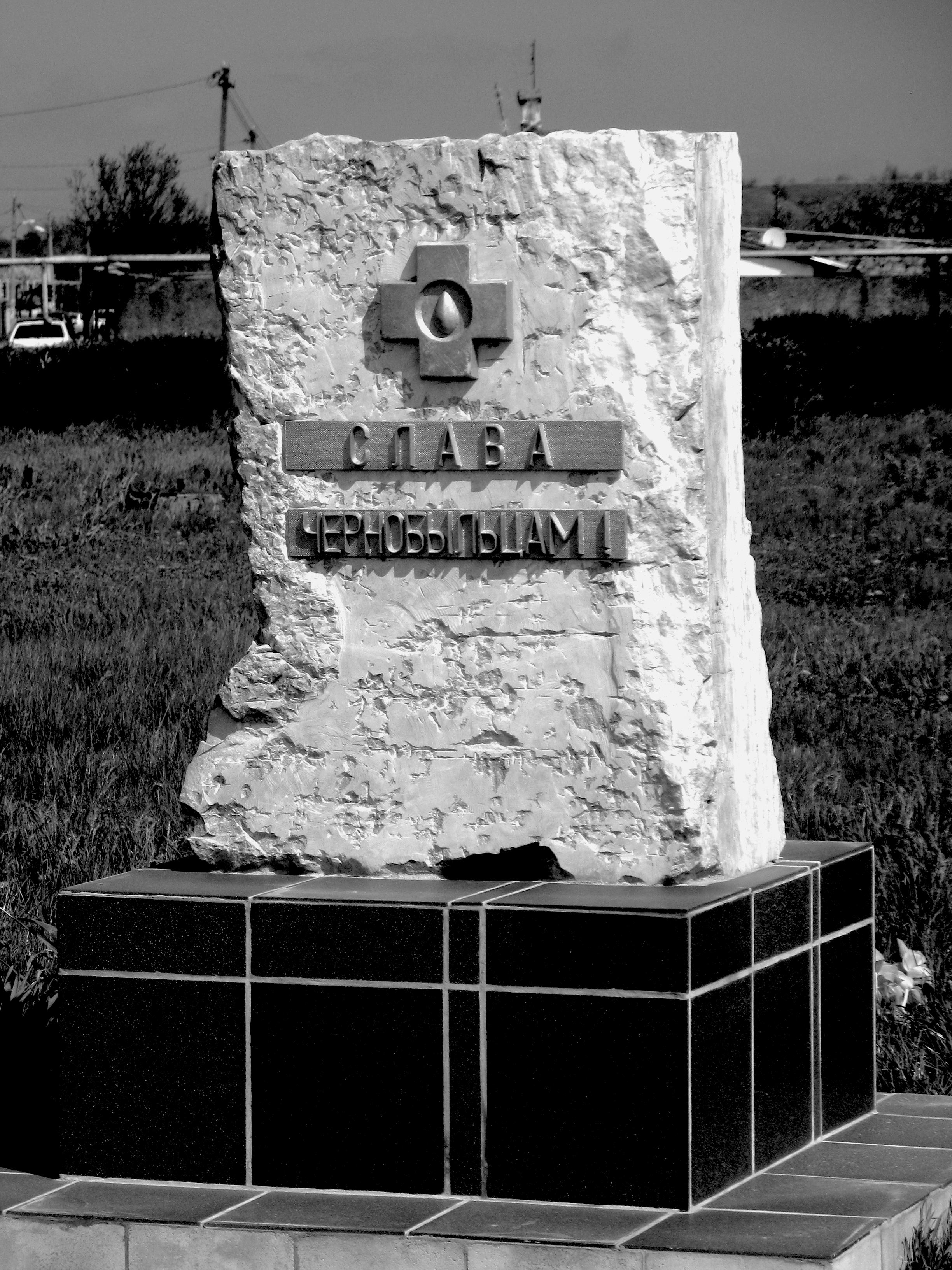
Monumento a las víctimas del accidente de Chernóbil.

Sennói (del ruso: Сенной) es un asentamiento de tipo urbano del raión de Temriuk del krai de Krasnodar del sur de Rusia. Está situado en la península de Tamán, a orillas de la bahía de Tamán, en el estrecho de Kerch, 31 km al oeste de Temriuk y 158 km al oeste de Krasnodar, la capital del krai. Tenía 3 735 habitantes en 2010
Es cabeza del municipio Sennoye, al que pertenecen asimismo Primorski y Solioni.

## Historia
La localidad fue establecida el 5 de julio de 1794 como asentamiento cosaco Kanevski de la estación correo postal Urochishche Sennaya Balka, más tarde conocida como stansiya Sennaya.
Su desarrollo se construcción del ferrocarril a Port Kavkaz. En 1959 se decidió entregar 2 500 hectáreas del koljós Stalin para el establecimiento del sovjós de cultivo de uva Fanagoriski. En 1963 se construyó una bodega para la elaboración de mosto, la más grande en la Unión Soviética en el momento, y la segunda de Europa. La fábrica y sovjós se unieron en 1978 para constituir el sovjós vinícola Fanagoriski, que se convirtió en una potente empresa agrícola. En 1991 se disolvió el sovjós, creándose la empresa OAO AFP Fanagoriya.

## Economía y transporte
En la localidad se halla establecida una de las principales empresas vinícolas del krai de Krasnodar la OAO AFP Fanagoriya.
Por la localidad pasa la carretera federal M25 Novorosíisk-Port Kavkaz y el ferrocarril Krymsk-Port Kavkaz.